# 9882 Stallman
9882 Stallman este o planetă minoră (asteroid), cu un diametru de 4,234 km, din centura de asteroizi. A fost descoperită pe 28 septembrie 1994 la Observatorul Național Kitt Peak de Spacewatch și a fost numită după Richard Stallman. 
Obiectul prezintă o orbită caracterizată de o semiaxă mare de 2,392651 UAi, o excentricitate de 0,18, o înclinație de 0,99164 ° în raport cu ecliptica.